# Canal Bocholt-Herentals
Le canal Bocholt-Herentals (aussi appelé canal campinois ou canal Meuse-Escaut) relie sur une distance d’environ 60 km le canal Zuid-Willemsvaart au niveau de Bocholt avec le Canal Albert au niveau de Herentals. Durant la seconde guerre mondiale, le canal a joué un rôle important dans le transport des troupes lors de l’Opération Market Garden.

## Histoire
La construction débuta en 1843 et dura trois ans. Le chantier fut géré par un ingénieur du nom de Kümmer. À Herentals, le canal rejoignait à l’époque la rivière canalisée Nèthe. En 1928, le canal a été agrandi.  Son rôle a diminué à partir de 1940 à la suite de l’apparition du canal Albert qui permettait le passage de plus gros navires tout en diminuant la distance à parcourir entre la Meuse et l’Escaut. À noter que, le long du canal, s’est installée, en 1888, l’entreprise belge de transformation du zinc Umicore (Union minière).

## Écluses
La différence de niveau entre Bocholt et Herentals est de 33 mètres. Cette différence de niveau a nécessité la construction de 7 écluses simples et de 3 écluses doubles.
- Lommel: écluses n° 1A & 1N, 50 m x 7 m et 55 m x 7,50 m - Hauteur de 4,30 m
- Mol : écluses n° 2A & 2N, 50 m x 7 m et 55 m x 7,50 m - Hauteur de 4,30 m
- Mol : écluses n° 3A & 3N, 50 m x 7 m et 55 m x 7,50 m - Hauteur de 4,31 m
- Dessel : écluse n° 4 de 50 m x 7 m - Hauteur de 1,91 m
- Dessel : écluse n° 5 de 50 m x 7 m - Hauteur de 2,13 m
- Mol : écluse n° 6 de 50 m x 7 m - Hauteur de 1,93 m
- Geel : écluse n° 7 de 50 m x 7 m - Hauteur de 2,49 m
- Geel Ten Aert : écluse n° 8 de 50 m x 7 m - Hauteur de 2,03 m
- Geel Elsum : écluse n° 9 de 50 m x 7 m - Hauteur de 1,99 m
- Herentals : écluse n° 10 de 55 m x 7,50 m - Hauteur de 7,51 m

## Liaisons avec d’autres canaux
- Canal Dessel-Turnhout-Schoten[1] : à Dessel
- Canal Dessel-Kwaadmechelen : à Dessel
- Canal vers Beverlo : à Lommel

## Tourisme
Le canal est un lieu adapté pour la navigation de plaisance et on y trouve également des clubs de kayak et de canoë le long de son parcours. Le chemin de halage est aussi très employé pour les balades à vélo.  Il est parfois très proche du canal Albert